# Volleyballclub Neuwied '77 2021-2022
Questa voce raccoglie le informazioni riguardanti il Volleyballclub Neuwied '77 nelle competizioni ufficiali della stagione 2021-2022.

## Stagione
Il Volleyballclub Neuwied '77 partecipa alla stagione 2021-22 senza alcuna denominazione sponsorizzata.
In 1. Bundesliga conquista appena un punto, perdendo tutti gli incontri e classificandosi al dodicesimo e ultimo posto. In Coppa di Germania viene eliminato agli ottavi di finale, sconfitto dal Suhl.

## Organigramma societario
Area direttiva
- Presidente: Raimund Lepki

Area tecnica
- Allenatore: Dirk Groß
- Allenatore in seconda: Ralf Monschauer
- Preparatore atletico: Nino Herrscher
- Scoutman: Michel Beautier

Area sanitaria
- Medico: Axel Rütz, Loenard Stratmann
- Fisioterapista: Esther Krause, Alina Schmidt, Laura Schwab, Corinne Törper

## Rosa
| N° | Nome               | Ruolo | Data di nascita  | Nazionalità sportiva |
| -- | ------------------ | ----- | ---------------- | -------------------- |
| 1  | Anna Church        | L     | 21 luglio 1993   | Stati Uniti          |
| 2  | Lexi Pollard       | O     | 5 agosto 1998    | Canada               |
| 3  | Isabelle Marciniak | P     | 16 dicembre 1997 | Stati Uniti          |
| 4  | Maike Henning      | S     | 19 giugno 1999   | Germania             |
| 5  | Senta Barke        | O     | 31 dicembre 1999 | Germania             |
| 6  | Alexis Conaway     | S     | 12 gennaio 1996  | Stati Uniti          |
| 7  | Rachel Anderson    | C     | 10 maggio 1996   | Stati Uniti          |
| 8  | Madelyn Halteman   | P     | 20 agosto 1997   | Stati Uniti          |
| 9  | Haile Watson       | C     | 21 aprile 1996   | Stati Uniti          |
| 10 | Julia Wenzel       | S     | 12 gennaio 1998  | Germania             |
| 11 | Lauren Matias      | S     | 2 ottobre 1998   | Stati Uniti          |
| 12 | Sarah Kamarah      | O     | 13 aprile 1989   | Germania             |
| 17 | Tina Simić         | C     | 16 dicembre 2001 | Serbia               |
| 18 | Taylor Slover      | S     | 29 aprile 1997   | Stati Uniti          |

## Statistiche

### Statistiche di squadra
| Competizione      | Punti | In casa | In casa | In casa | In trasferta | In trasferta | In trasferta | Totale | Totale | Totale |
| Competizione      | Punti | G       | V       | P       | G            | V            | P            | G      | V      | P      |
| ----------------- | ----- | ------- | ------- | ------- | ------------ | ------------ | ------------ | ------ | ------ | ------ |
| 1. Bundesliga     | 1     | 11      | 0       | 11      | 11           | 0            | 11           | 22     | 0      | 22     |
| Coppa di Germania | -     | 1       | 0       | 1       | 0            | 0            | 0            | 1      | 0      | 1      |
| Totale            | -     | 12      | 0       | 12      | 11           | 0            | 11           | 23     | 0      | 23     |

G = partite giocate; V = partite vinte; P = partite perse

### Statistiche dei giocatori
| Giocatrice   | 1. Bundesliga | 1. Bundesliga | 1. Bundesliga | 1. Bundesliga | 1. Bundesliga | Coppa di Germania | Coppa di Germania | Coppa di Germania | Coppa di Germania | Coppa di Germania | Totale | Totale | Totale | Totale | Totale |
| Giocatrice   | P             | PT            | AV            | MV            | BV            | P                 | PT                | AV                | MV                | BV                | P      | PT     | AV     | MV     | BV     |
| ------------ | ------------- | ------------- | ------------- | ------------- | ------------- | ----------------- | ----------------- | ----------------- | ----------------- | ----------------- | ------ | ------ | ------ | ------ | ------ |
| R. Anderson  | 21            | 163           | 114           | 38            | 11            | 1                 | 10                | 6                 | 4                 | 0                 | 22     | 173    | 120    | 42     | 11     |
| S. Barke     | 5             | 8             | 4             | 4             | 0             | 1                 | 1                 | 1                 | 0                 | 0                 | 6      | 9      | 5      | 4      | 0      |
| A. Church    | 22            | 0             | 0             | 0             | 0             | 1                 | 0                 | 0                 | 0                 | 0                 | 23     | 0      | 0      | 0      | 0      |
| A. Conaway   | 20            | 115           | 89            | 19            | 7             | 1                 | 12                | 10                | 2                 | 0                 | 21     | 127    | 99     | 21     | 7      |
| M. Halteman  | 19            | 27            | 9             | 4             | 14            | 1                 | 1                 | 1                 | 0                 | 0                 | 20     | 28     | 10     | 4      | 14     |
| M. Henning   | 19            | 117           | 99            | 7             | 11            | 1                 | 12                | 11                | 1                 | 0                 | 20     | 129    | 110    | 8      | 11     |
| S. Kamarah   | 18            | 135           | 112           | 13            | 10            | 1                 | 5                 | 3                 | 1                 | 1                 | 19     | 140    | 115    | 14     | 11     |
| I. Marciniak | 21            | 22            | 10            | 5             | 7             | 1                 | 2                 | 1                 | 0                 | 1                 | 22     | 24     | 11     | 5      | 8      |
| L. Matias    | 21            | 189           | 151           | 29            | 9             | 1                 | 1                 | 1                 | 0                 | 0                 | 22     | 190    | 152    | 29     | 9      |
| L. Pollard   | 17            | 33            | 29            | 0             | 4             | 1                 | 0                 | 0                 | 0                 | 0                 | 18     | 33     | 29     | 0      | 4      |
| T. Simić     | 3             | 0             | 0             | 0             | 0             | 0                 | 0                 | 0                 | 0                 | 0                 | 3      | 0      | 0      | 0      | 0      |
| T. Slover    | 13            | 111           | 97            | 8             | 6             | -                 | -                 | -                 | -                 | -                 | 13     | 111    | 97     | 8      | 6      |
| H. Watson    | 15            | 59            | 33            | 17            | 9             | 1                 | 3                 | 1                 | 2                 | 0                 | 16     | 62     | 34     | 19     | 9      |
| J. Wenzel    | 0             | 0             | 0             | 0             | 0             | 0                 | 0                 | 0                 | 0                 | 0                 | 0      | 0      | 0      | 0      | 0      |

P = presenze; PT = punti totali; AV = attacchi vincenti; MV = muri vincenti; BV = battute vincenti